# Алексис Колби
Алексис Колби (англ. Alexis Colby, при рождении Моррелл , в предыдущих браках Кэррингтон, Декстер и Роуэн) — персонаж и главный антагонист американского телесериала «Династия».
Роль Алексис исполнила английская актриса Джоан Коллинз, впервые появившаяся в сериале в первом эпизоде второго сезона сериала в 1981 году. Коллинз осталась в сериале до самого финала, в 1989 году, а затем вернулась к роли в мини-сериале 1991 года «Династия: Примирение».
Алексис стала популярна у зрителя благодаря своему яркому образу гламурной и стервозной светской львицы, постоянно курящей и меняющей мужей. Персонаж считается значимым в истории американского телевидения. Коллинз стала одной из самых высокооплачиваемых актрис на телевидении в 80-х, с зарплатой более $ 120,000 за один эпизод. Популярность персонажа привела к выпуску кукл с её изображением. В 1983 году Коллинз выиграла премию «Золотой глобус» за исполнение роли.
В 2013 году TV Guide поместил Алексис на седьмое место в своем рейтинге «Шестидесяти самых противных злодеев в истории». В 2011 году The Huffington Post включил Алексис в свой список ста самых запоминающихся женских персонажей в истории телевидения. Наравне с Джей Аром Юингом (Ларри Хэгмэн) из «Далласа», Эбби Каннингем (Донна Миллз) из «Тихой пристани» и Анджелой Чаннинг (Джейн Уайман) из «Фэлкон Крест», Алексис называется наиболее известным из злодеев прайм-тайм мыльных опер в истории.
В 2017 году канал The CW выпустил перезагрузку сериала, где Алексис так же заняла центральное место. На роль была приглашена Николлетт Шеридан, ранее известная по ролям в мыльных операх «Тихая пристань» и «Отчаянные домохозяйки».

## Кастинг и история развития
Первоначально Алексис должна была носить имя Мэдлин, а роль предлагалась Софи Лорен. Автор сериала Эстер Шапиро позже утверждала, что персонаж был основан на греческой императрице Ливии Друзилле, в особенности на романе 1934 года «Я, Клавдий». Лорен отказалась от роли и тогда она была предложена британской актрисе Джоан Коллинз, чья карьера в тот период переживала закат. По заявлению самой Коллинз, сыграть роль её вдохновил Ларри Хэгмэн и его Джей Ар Юинг, главный злодей сериала «Даллас», на волне успеха которого и родилась «Династия».
Вскоре после дебюта Коллинз в роли, по мнению критиков, сериал обрел наконец лицо и стал не просто очередной провальной копией «Далласа», а полноценной мыльной оперой. Зрительская аудитория стремительно росла, что было связано со злодеяниями Алексис, а особого успеха добились «кошачьи драки» между героиней и протагонистом Кристл. Также большой успех имели конфликты персонажа с героинями Дайан Кэрролл и Стефани Бичем.

## Сюжетные линии

### До событий сериала
Алексис Морелл родилась в мае/июне (она Близнецы по гороскопу) 1937 года в Лондоне, школьное образование получала в Швейцарии. Училась в Королевской академии искусств, изучая ремесло художника, но бросила колледж, не проучившись и года, после чего начала работать моделью в Брюсселе.
В 1954 году в возрасте 17-ти лет она познакомилась с Блэйком Кэррингтоном, который уже через три дня сделал ей предложение. Через месяц они поженились. В начале 1957 года она родила первого сына — Адама Александра Кэррингтона, которого похищают утром 29 сентября 1957 года. Это приводит к появлению стены отчуждённости со стороны Блэйка. Тогда он прилагает все силы к созданию своей империи, известной как «Дэнвер-Кэррингтон», а у Алексис зарождается роман с Сэсилом Колби.
Вскоре Алексис даёт жизнь втором ребёнку — дочери Фэллон, которую Блэйк невероятно сильно полюбил, что привело к ревности со стороны Алексис. Алексис долгое время подозревала, что Фэллон — дочь Сэсила, но лишь годы спустя генетический тест на отцовство подтвердил, что Блэйк её родной отец. Ситуация не улучшилась даже после рождения третьего ребёнка, младшего сына Стивена Дэнэила Кэррингтона, когда Блэйк полностью прекратил поиски Адама.
В последние годы брака, Блэйк часто уезжал в деловые поездки, оставляя Алексис одну. В итоге, у неё начался роман с Роджером Граймсом, риэлтором Кэррингтонов. Роджер поддерживал Алексис в её стремлении быть художником и вдохновил на строительство художественной студии. Однажды Блэйк застаёт пару в постели, после чего вынуждает Алексис покинут Дэнвер на долгие годы, выписывая ей чеки за то, чтобы она не общалась с детьми и никогда не возвращалась домой.
Оказалось, что перед отъездом Алексис была беременна, но не сказала об этом Блэйку. В тайне она рожает вторую дочь — Аманду Кэррингтон, которую отдаёт на воспитание своей подруге Розалин Бэдфорд. Сама Алексис отправляется в путешествие по миру, она посещает Капри, Портофино, Канны. В этот же период в конце 1970-х она проводит ночь с Джейсоном Колби — мужем своей кузины Сэйбл. В начале 1980-х у неё развивается бурный роман с Закхари Пауэрсом, с которым она проводит много времени на его яхте. В 1981 она проживает в Акапулько, когда неожиданно получает приглашение выступить против своего бывшего мужа на суде по делу об убийстве Тэда Динарта.

### Бизнес
Алексис Колби является успешной бизнесвумен: она генеральный директор и председатель совета директоров компании «КолбиКо» (англ. ColbyCo, владеет 70 % акций компании, доставшейся ей от второго мужа, скончавшегося Сэсила Колби. Также Алексис — партнёр в компании «Лекс-Дэкс» (англ. Lex-Dex Corporation), которую основала вместе с будущим третьим мужем Фарнсвортом «Дэксом» Дэкстером. Кроме того, Алексис владеет «The Denver Mirror», отелем «Carlton Hotel» и фирмой «Fashion Fury». В определённый момент борьбы со своим бывшим мужем Блэйком Кэррингтоном Алексис удалось завладеть его компанией «Denver-Carrington», но он смог вернуть её обратно.